# Tiny Sanders
Justinus Josephus Gerardus Maria (Tiny) Sanders (Geldrop, 26 augustus 1956) is een Nederlands bestuurder. Hij was tussen 2010 en 2014 algemeen directeur van voetbalclub PSV.

## Biografie

### Maatschappelijke carrière
Sanders bekleedde, voor hij in het profvoetbal actief werd, diverse leidinggevende functies in het bedrijfsleven. Hij was, onder andere, actief bij Mars in Veghel en Albury-Wodonga en vijftien jaar bij Campina, het huidige FrieslandCampina. Tot aan de fusie met Friesland Foods was hij ruim zeven jaar directie voorzitter van Campina. Onder de directie van Tiny Sanders speelde Campina adequaat in op de maatschappelijke veranderingen. Tevens maakte de onderneming onder zijn leiding een sterke ontwikkeling door op het gebied van innovatie en internationale groei. 

### PSV
Op 1 juli 2010 trad Sanders formeel in dienst als algemeen directeur bij voetbalclub PSV Eindhoven. Hij begon echter al op 1 april 2010 bij de club, waar hij de eerste maanden werd ingewerkt door zijn voorganger Jan Reker.
De vier jaar dat Sanders directeur was bij PSV, waren in sportief opzicht uiterst magere jaren. In het eerste jaar werd, onder trainer Fred Rutten, het kampioenschap verspeeld. In zijn tweede seizoen zette hij, ondanks dat hij lang de hand boven zijn hoofd gehouden had, trainer Rutten op straat, ten faveure van Phillip Cocu. In het seizoen 2012-2013, het seizoen waarin de club zijn 100-jarig bestaan vierde, werd Dick Advocaat binnengehaald als nieuwe trainer en werd Mark van Bommel terug gehaald als aanvoerder. Alles op alles werd gezet om het kampioenschap binnen te halen, maar ook dit seizoen bleek AFC Ajax te sterk voor de Eindhovenaren. Het seizoen erop stond, wederom onder trainer Cocu, in het teken van wederopbouw en haakte PSV al vroeg af voor de kampioenstrijd. Wel wist hij Jong PSV dat seizoen, deel te laten nemen aan de Jupiler League.
Financieel gezien wist Sanders de club uit de gevarenzone te redden, onder meer door een salarisplafond in te stellen en de grond onder het stadion te verkopen aan de gemeente Eindhoven. Daarnaast wist technisch manager Marcel Brands, onder zijn leiding, een financieel succesvol transferbeleid te voeren.
Tijdens de nieuwjaarsreceptie van 2014 maakte Sanders bekend de club per 1 april 2014 te verlaten. Hij werd opgevolgd door Toon Gerbrands.